# Исторически музей (Димитровград)
Историческият музей в Димитровград е създаден през 1951 г. Профилът му е общоисторически. Намира се в центъра на града в един комплекс с Градската библиотека „Пеньо Пенев“.

## История
Първоначално музеят е създаден под името „Музей на социалистическото строителство“. Задачата му е да покаже изграждането и развитието на новия град. От 1967 г. е част от 100-те национални туристически обекта. През 1983 г. Комитетът за култура променя профила му в „Музей на младежкото бригадирско движение в България“. От 1998 г. обектът се преименува на „Исторически музей – Димитровград“ с два обособени отдела: „Нова и най-нова история“ и „Етнография“. През 2005 г. към структурата му са присъединени Художествената галерия „Петко Чурчулиев“ и Домът музей „Пеньо Пенев“. С решение на Общинския съвет на Димитровград през 2009 г. се създава отдел „Археология“.

## Експозиции
Музеят разполага с две основни експозиции – „Бригадирско движение в България“ и „Димитровград“, две зали – зала „Археология“ и зала за „Временни изложби“. Институционално обединява експозициите на Домът музей „Пеньо Пенев“, „Ретро апартаментът“ и Художествената галерия „Петко Чурчулиев“. Стопанисва археологическия обект „Светилище на нимфите и Афродита“ при с. Каснаково, който е обявен за паметник на културата от национално значение през 1968 г.

### Отдел „Археология“
Във фонда му се съхраняват артефакти от археологическите обекти в община Димитровград. Те представят живота на местното население от Праисторическата епоха до Средните векове. Тук могат да се видят неолитен скелет от м. Кар дере с. Крум, мраморни скулптури, каменни плочи, керамика, оръжия, сечива, украшения и елементи на костюма.

### Отдел „Етнография“
Фондът на отдела разполага с колекция от оръдия на труда, съдове, тъкани и облекло, накити и църковна утвар, отразяващи традиционния бит на населението от Димитровградската община. В него се събират и съхраняват и предмети, свързани с градския бит от 50-те и 60-те години на ХХ в., когато се налага т.нар. „социалистическият начин на живот“.

### Отдел „Нова и най-нова история“
Музеят разполага с 38 000 музейни единици, които са свързани с този период. Тук се пазят вещи, фотографии и свидетелства, които описват историята на селищата, образували днешен Димитровград. В музеят могат да се видят оригинални документи за създаването и изграждането на града: неговото развитие, бригадирското движение, писма, протоколи, архитектурни планове, снимки и предмети от бита.

### Отдел „Художествен“
В него се съхраняват над 2300 произведения от близо 430 художници. Те са обособени в разделите: живопис, графика, скулптура, съвременно изкуство, фотография и театрален плакат. Заедно с творбите на бележити български майстори в колекцията му са намерили място произведения на художници, свързали творческия си път с Димитровград.

### Дом-музей „Пеньо Пенев“
Домът-музей съхранява в своя фонд над 1300 музейни единици, свързани с живота и творческия път на поета Пеньо Пенев. Сред тях са ръкописи на негови произведения и бележници със записки, писма, лични вещи, спомени, както и портрет на Пеньо Пенев, който е нарисуван от сина му.

## Туризъм
Историческият музей е част от 100-те национални туристически обекта на Български туристически съюз. Намира се под №73.

## Събития
Дом-музей „Пеньо Пенев“ е съорганизатор на Димитровградските „Дни на поезията „Пеньо Пенев“, които се провеждат на всеки две години в началото на месец май, когато е рождената дата на поета – 7 май. В рамките на поетичните празници община Димитровград връчва две награди за високи творчески постижения в поезията – Националната литературна награда „Пеньо Пенев“, която се връчва на всеки две години, и международна награда, която се връчва на всеки 4 години.